# Đạp xe khỏa thân

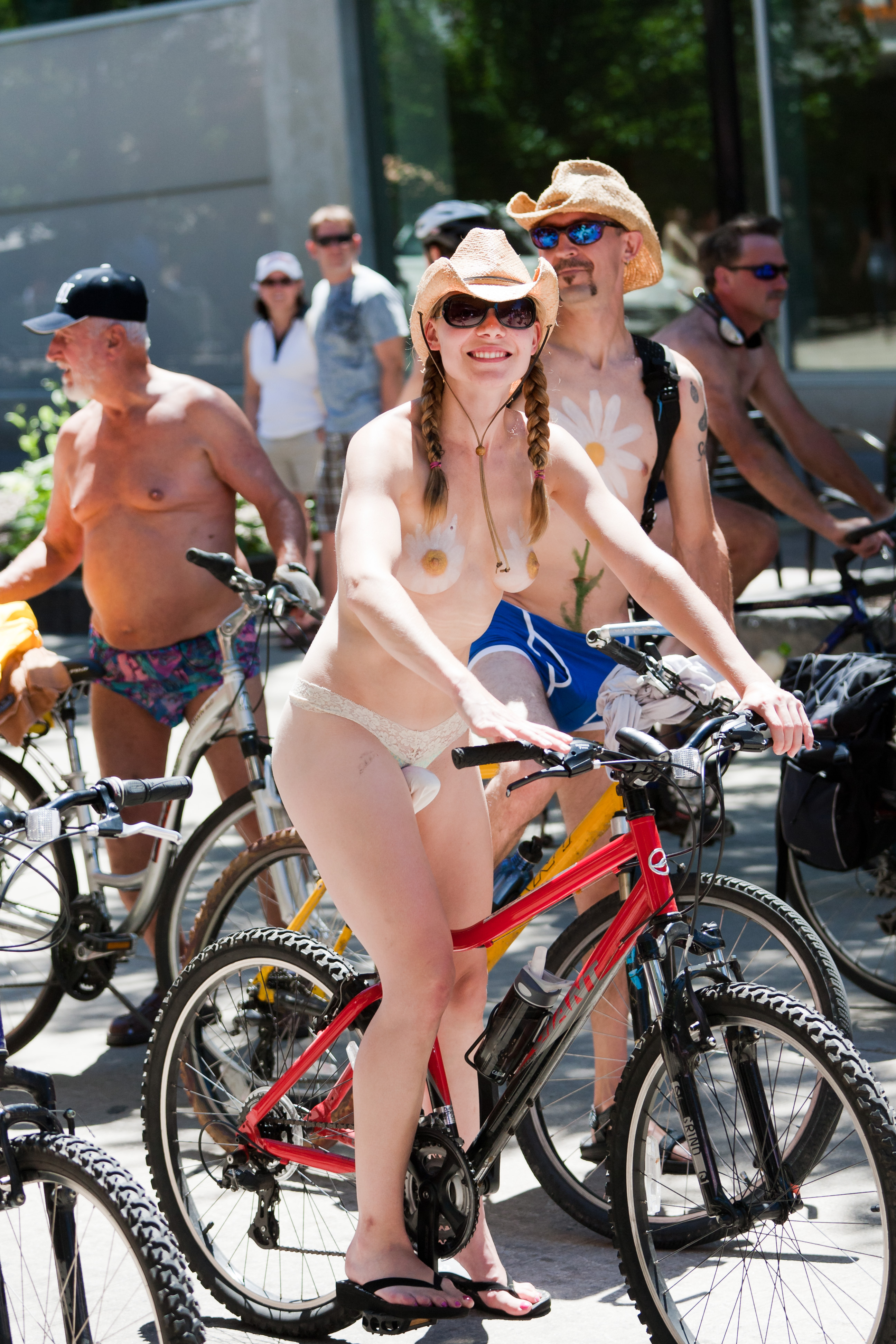
Một phụ nữ trong sự kiện lễ hội đạp xe khỏa thuân

Đạp xe khỏa thân (Naked bike ride) hay đạp xe thoát y hay còn gọi là đạp xe với trang phục tùy ý (Clothing-optional bike ride) là một sự kiện đi xe đạp trong đó tình trạng khoả thân, thoát y được cho phép hoặc mong chờ diễn ra, đây là một hình thức của giải trí khỏa thân nơi người ta được phép thoải mái trang phục, khỏa thân nơi công cộng. Bên cạnh việc tạo ra bầu không khí vui vẻ, cởi mở, sôi động thì các cuộc đua xe đạp khỏa thân thế giới hàng năm có lẽ là biểu hiện rõ ràng nhất cho nỗ lực thúc đẩy các phương thức giao thông lành mạnh hơn, bao gồm đi bộ, đi xe đạp và giao thông công cộng, vốn là trụ cột của nền chính trị thay thế xanh sạch đẹp trong nhiều thập kỷ, trong khi không có chính trị gia nào thuộc truyền thống bảo thủ hay dân chủ xã hội kêu gọi mọi người lái xe ít hơn, mua ít ô tô hơn và thay vào đó là đi xe đạp. 

## Tổng quan
Có rất nhiều sự kiện đạp xe tùy chọn quần áo trên khắp thế giới. Một số cuộc đưa là thiên về chính trị (một hình thức của biểu tình khỏa thân để tranh đấu đòi quyền để ngực trần, tự do lộ ngực, tự do núm vú) giải trí (giải trí khỏa thân, tiệc khỏa thân), nghệ thuật (Body painting) hoặc một sự kết hợp độc đáo. Một số được sử dụng để quảng bá quyền tự do lộ ngực, tự do núm vú vốn là một phong trào xã hội nhằm trao quyền cho phụ nữ và trẻ em gái quyền để ngực trần ở nơi công cộng nơi đàn ông và trẻ em trai có quyền đó và thường được mô tả hoặc phân loại là một hình thức Biểu tình khỏa thân nhằm bày tỏ sự phản kháng chính trị, sân khấu đường phố, khỏa thân công cộng và trang phục-giải trí tùy chọn, chứng phô dâm, được tự do phơi bày khiếm nhã do đó thu hút nhiều đối tượng tham gia.  Những sự kiện này diễn ra trên khắp thế giới và có thể mang nhiều mục đích khác nhau như tuyên truyền, phản đối, phản đối sự phụ thuộc vào dầu mỏ, ô nhiễm môi trường, đối xử nhân đạo với động vật, kêu gọi cải thiện an toàn giao thông cho người đi xe đạp. Tôn vinh cơ thể con người, thúc đẩy hình ảnh tích cực về cơ thể (body positivity), tự do biểu đạt cá nhân và nó cũng mang tính giải trí, nghệ thuật, tạo ra một bầu không khí lễ hội, mang tính trình diễn đường phố, thể hiện sự sáng tạo qua việc vẽ lên cơ thể, trang trí xe đạp.

## Lịch sử

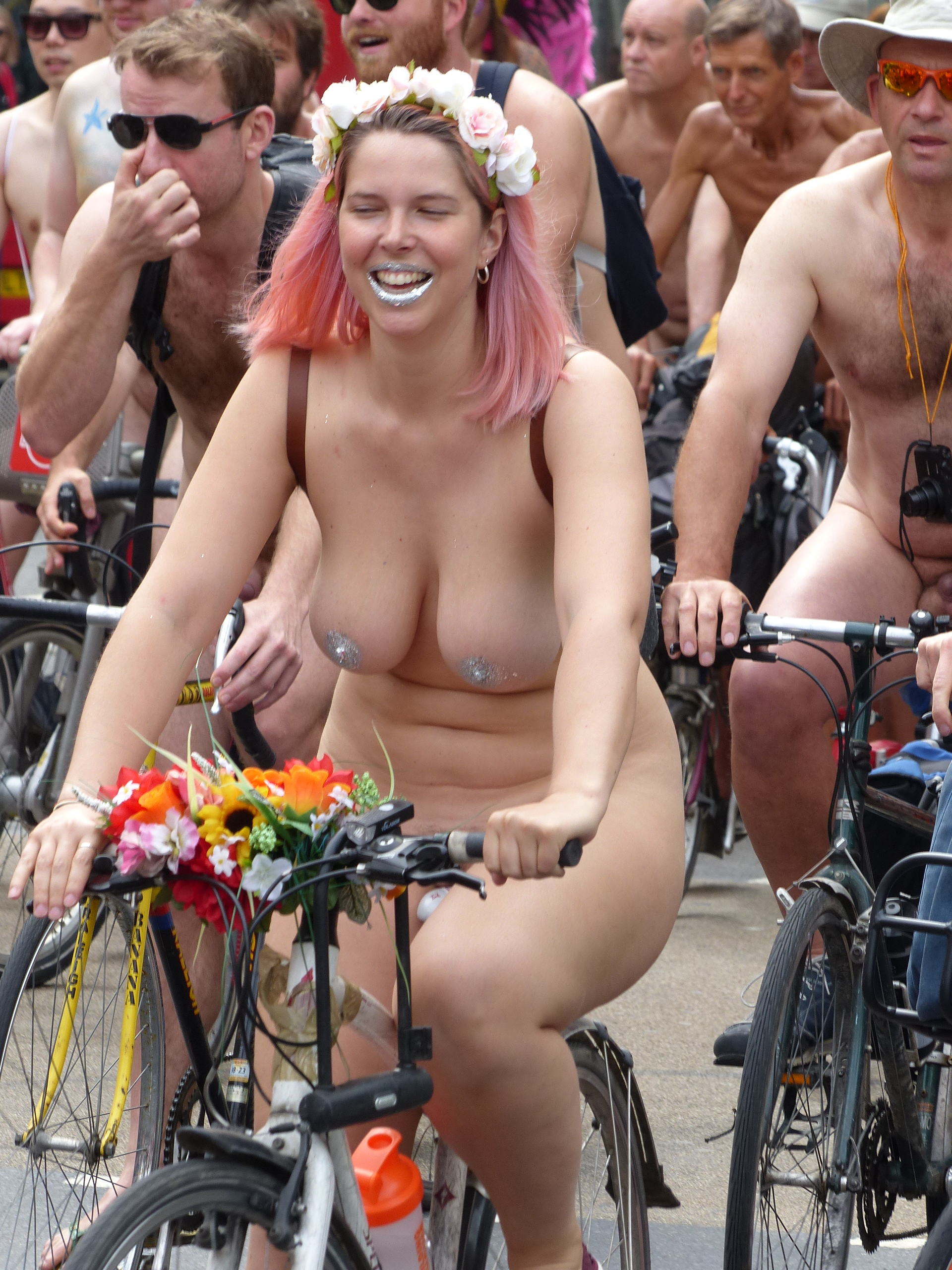
Một phụ nữ đang tham gia lễ hội đạp xe khỏa thân

Đạp xe khỏa thân hay đạp xe thoát y đã xuất hiện dưới nhiều hình thức khác nhau trước khi trở thành một phong trào quốc tế được tổ chức rộng rãi
- Năm 1992: Sự kiện "Solstice Cyclists" ở Seattle, Hoa Kỳ, bắt đầu diễn ra. Ban đầu không hoàn toàn khỏa thân, nhưng từ năm 1998, việc vẽ lên cơ thể (body painting) và khỏa thân dần trở nên phổ biến hơn.
- Năm 2000: Các chuyến "Nackt Radtour" (tour đạp xe khỏa thân, từ ghép tiếng Đức là Karlsruher FKK Rad-Classics và Karlsruher Nacktradeltour[2]) mang tính giải trí, không chính trị bắt đầu ở Đức với văn hóa Freikörperkultur. Các chuyến đi này được cho là một trong những chuyến đi xe đạp khỏa thân đầu tiên được tổ chức trên thế giới. Các chuyến đi được tổ chức bởi một số nhóm và cá nhân, chẳng hạn như "No Limit Nudism", nhóm hành động "Wald FKK", "Free Range Nudism" hoặc FKK-Freun.de.
- Năm 2001: Chuyến đạp xe khỏa thân mang tính chính trị đầu tiên được ghi nhận diễn ra tại Zaragoza, Tây Ban Nha, được gọi là "Manifestación Ciclonudista Mundial" (có nghĩa là "Biểu tình Đạp xe Khỏa thân Thế giới" hoặc "Cuộc Diễu hành Đạp xe Khỏa thân Thế giới"). Conrad Schmidt sau đó đã thai nghén ý tưởng về Ngày Đạp xe Khỏa thân Thế giới (WNBR) vào năm 2003, sau khi tổ chức các chuyến đạp xe khỏa thân cho nhóm "Artists for Peace/Artists Against War" (Nghệ thuật vì Hòa bình/Nghệ thuật chống Chiến tranh).
- Tháng 6 năm 2004: "World Naked Bike Ride" (WNBR) – Ngày Đạp xe Khỏa thân Thế giới chính thức được khai mạc như một sự kiện quốc tế. Đây là kết quả của sự hợp tác giữa các nhóm hoạt động độc lập, Liên đoàn người khỏa thân quốc tế cũng ủng hộ những sự kiện đạp xe khỏa thân như vậy. Sự kiện này lần đầu tiên được tổ chức đồng thời ở 28 thành phố thuộc 10 quốc gia trên 4 châu lục. Chuyến đạp xe WNBR đầu tiên ở London có 58 người tham gia tại Hyde Park vào ngày 12 tháng 6 năm 2004.

## Sự kiện

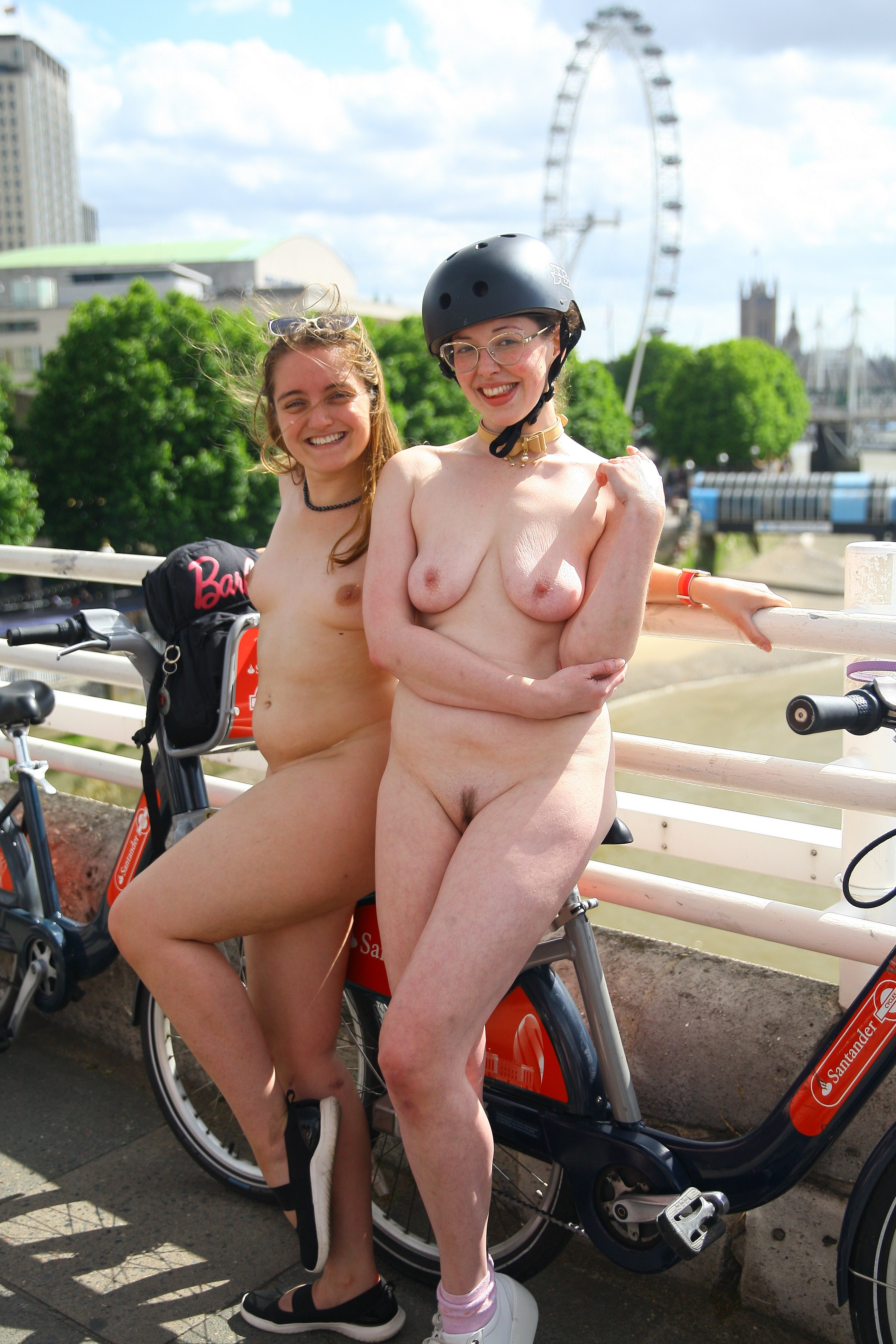
Hai bạn nữ tham gia cuộc đạp xe thoát y

Critical Ass là một biến thể của chuyến đạp xe khỏa thân tập thể (Critical Mass), nơi những người tham gia đạp xe mặc đồ lót hoặc khỏa thân. Vào tháng 6 năm 2004, có 22 thành phố trên thế giới đã tham gia World Naked Bike Ride, một sự kiện quốc tế theo phong cách Critical Ass. Các chuyến đi Critical Ass thường xuyên đã diễn ra tại Thành phố New York, Chicago, Seattle và các địa điểm khác trên khắp Bắc Mỹ. Lễ hội đạp xe khỏa thân thế giới (World Naked Bike Ride/WNBR) hay Diễu hành đạp xe khoả thân thế giới là sự kiện được tổ chức hàng năm tại thị trấn và các thành phố lớn trên toàn thế giới giúp nâng cao nhận thức về vấn đề an toàn cho người tham gia giao thông đồng thời mang theo thông điệp chống biến đổi khí hậu, một cái nhìn tích cực về một thế giới sạch hơn, an toàn hơn. Trang phục phương châm motto là "Dám cởi chừng nào bạn dám" ("bare as you dare"). Đến năm 2010, WNBR đã mở rộng đến giai đoạn cưỡi ở 74 thành phố, tại 17 quốc gia, từ Mỹ đến Vương quốc Anh và Hungary tới Paraguay. Ngày 29 tháng 6 năm 2015 tại Portland, Mỹ, hàng nghìn người xuống đường trong tình trạng không mảnh vải che thân để tham gia vào Cuộc đua xe đạp "thoát y" lần thứ 12 diễn ra thường niên trên thế giới.

## Hình ảnh

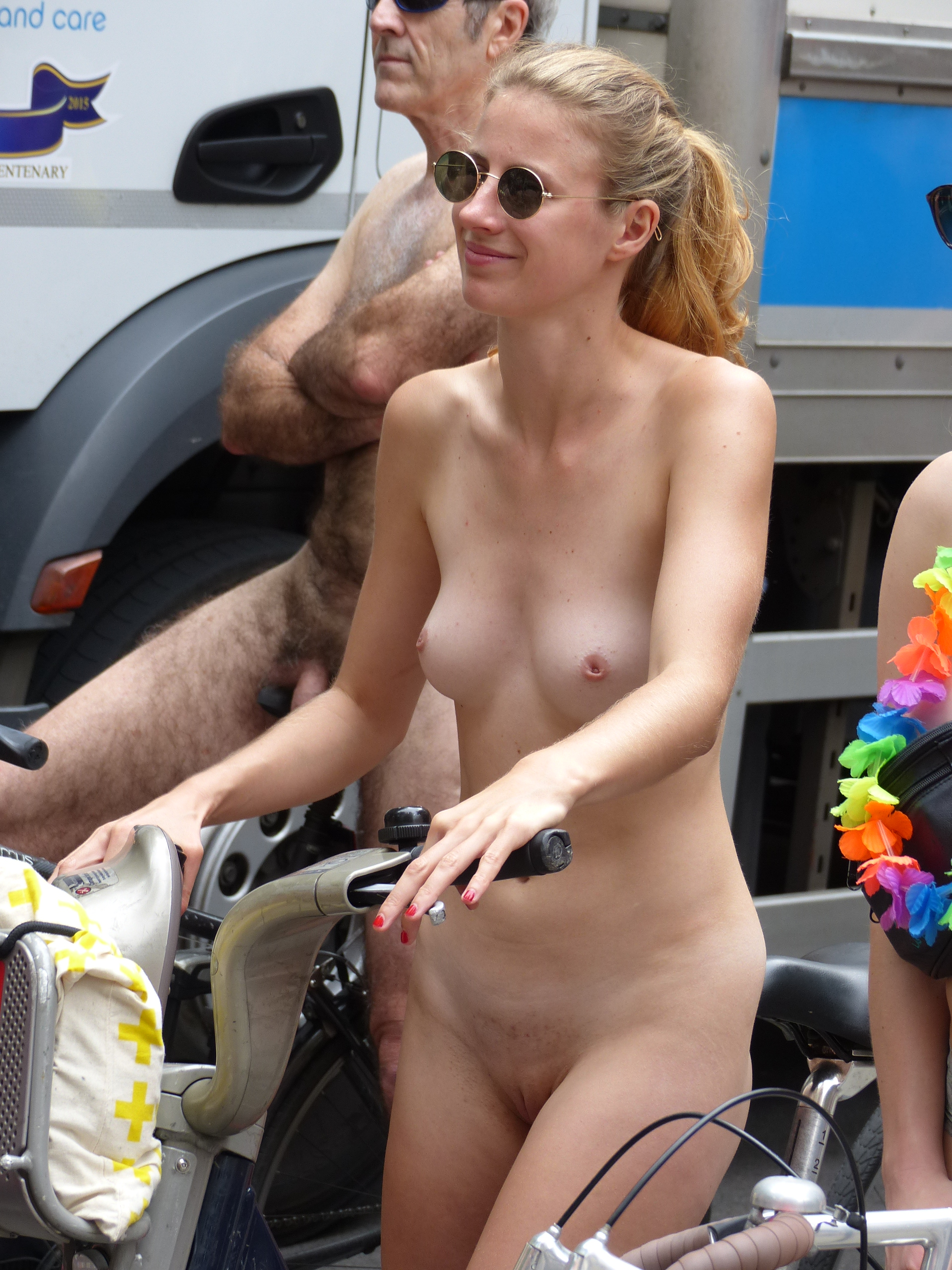
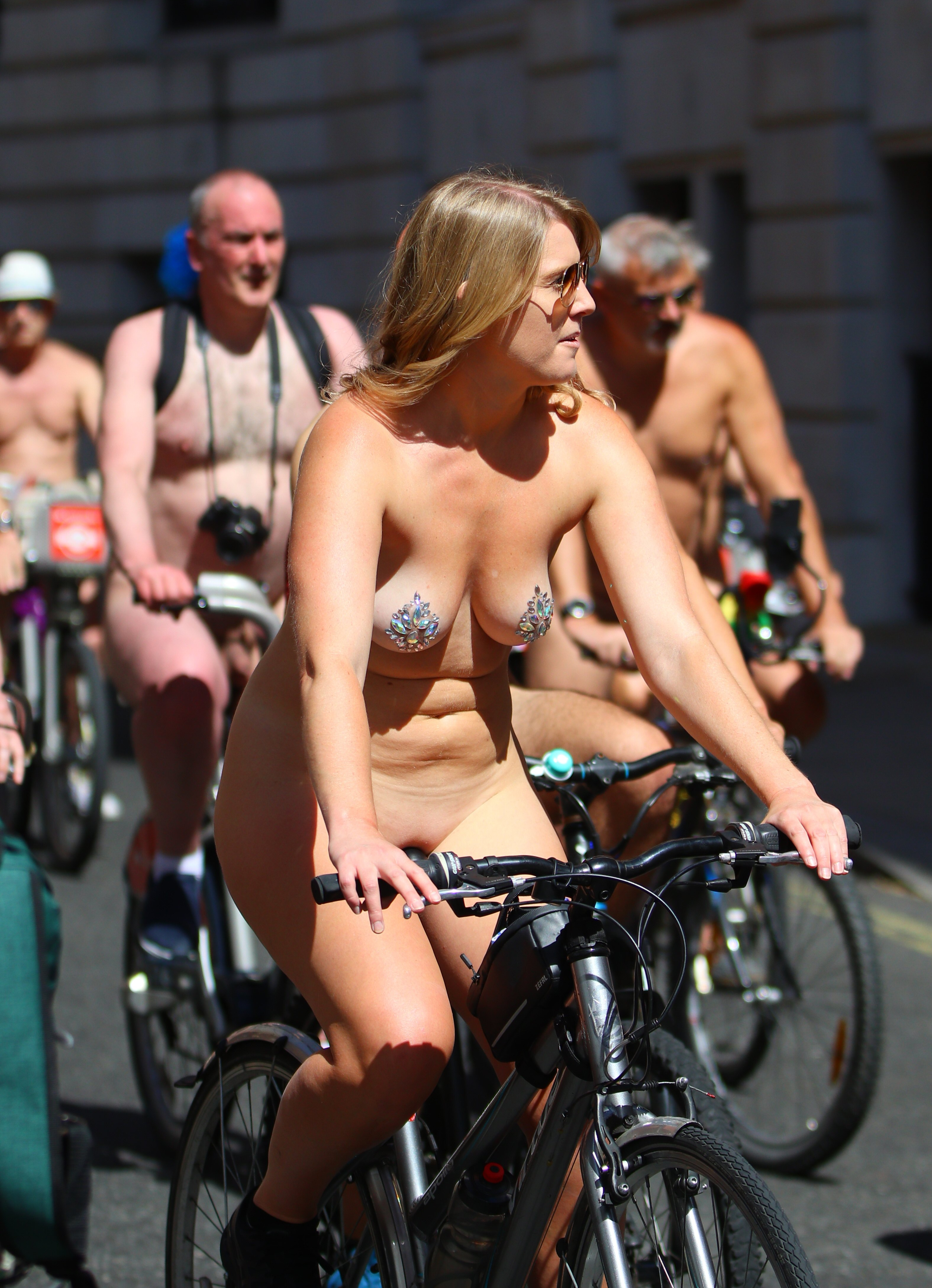
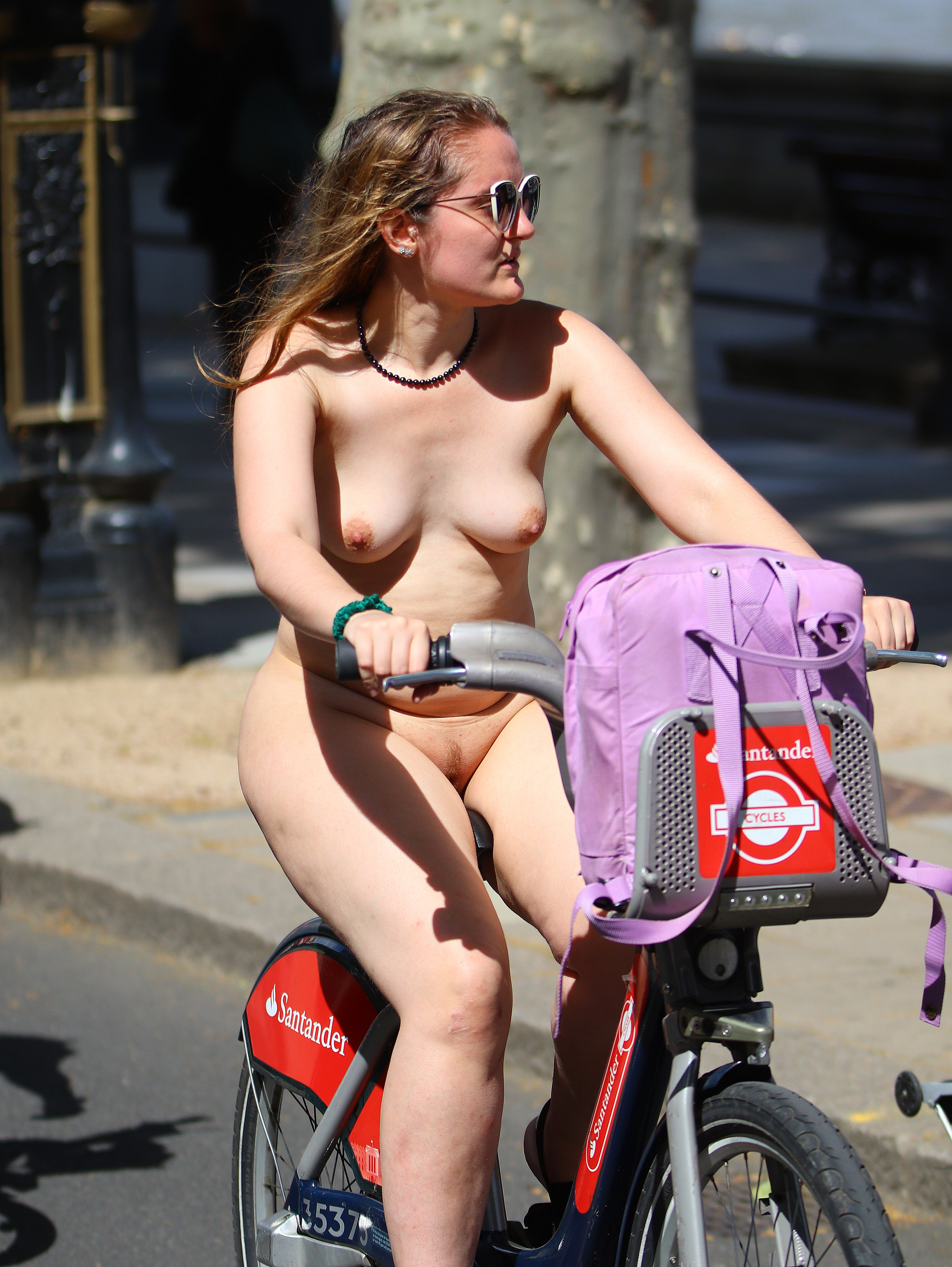
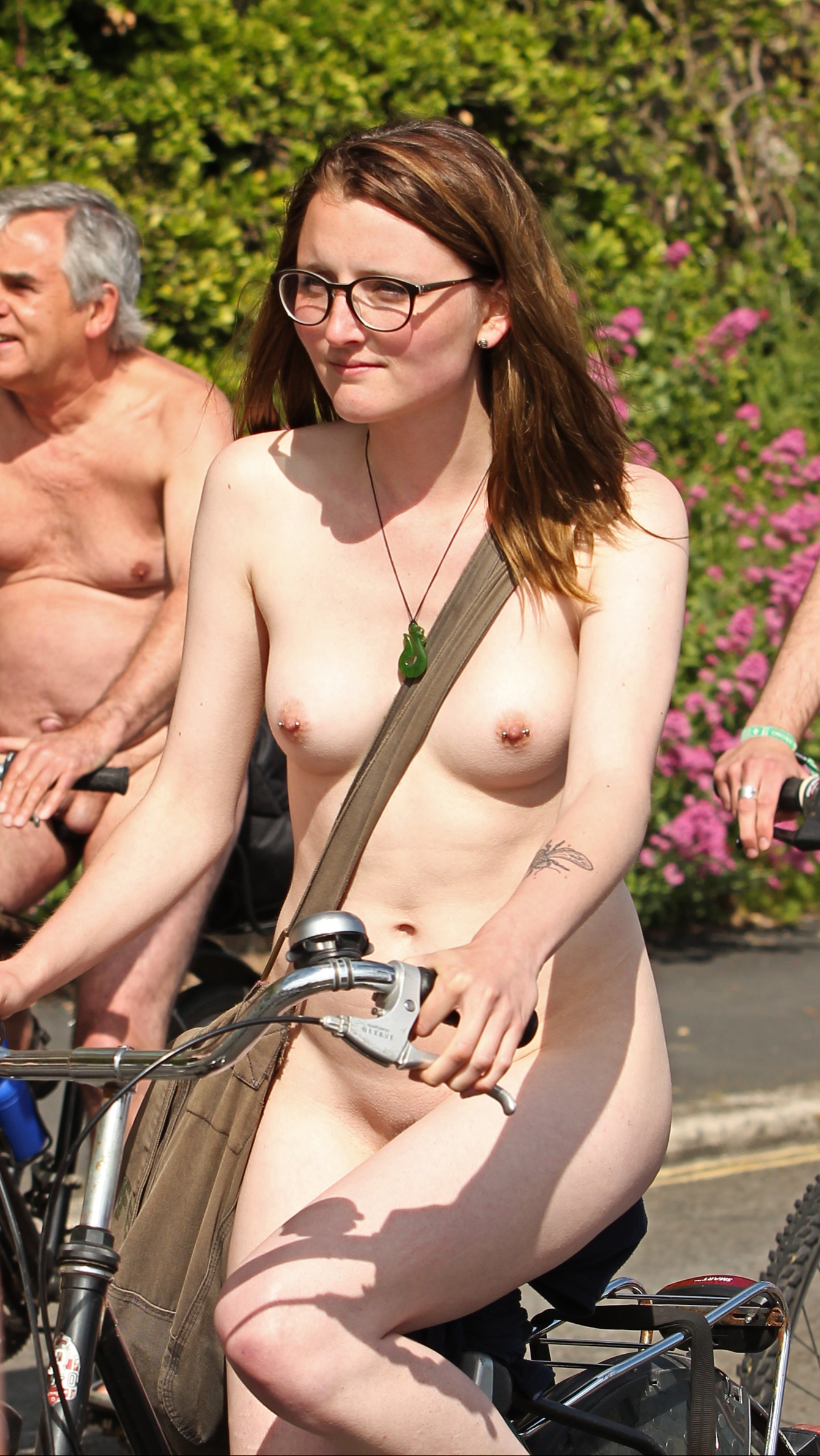
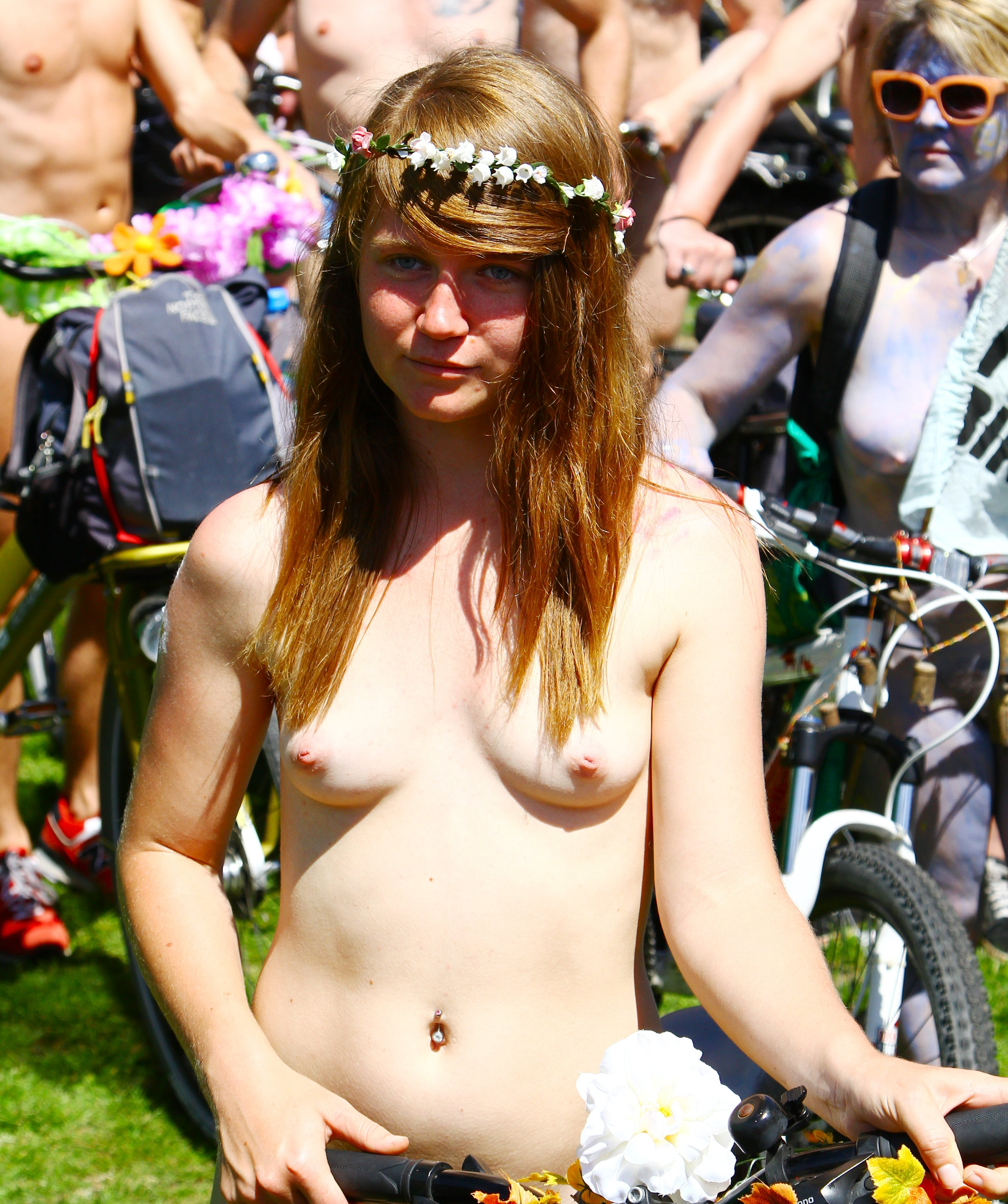
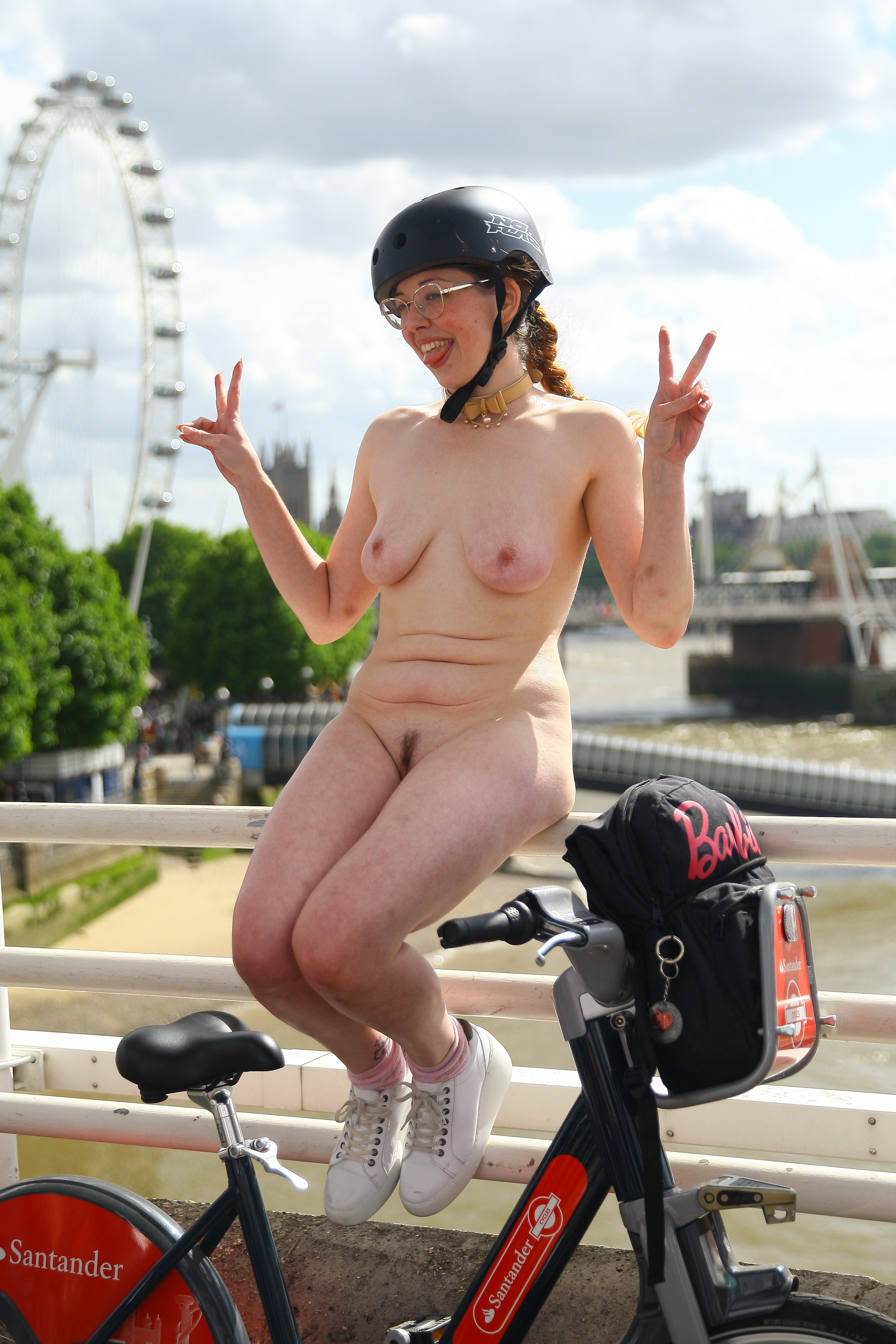
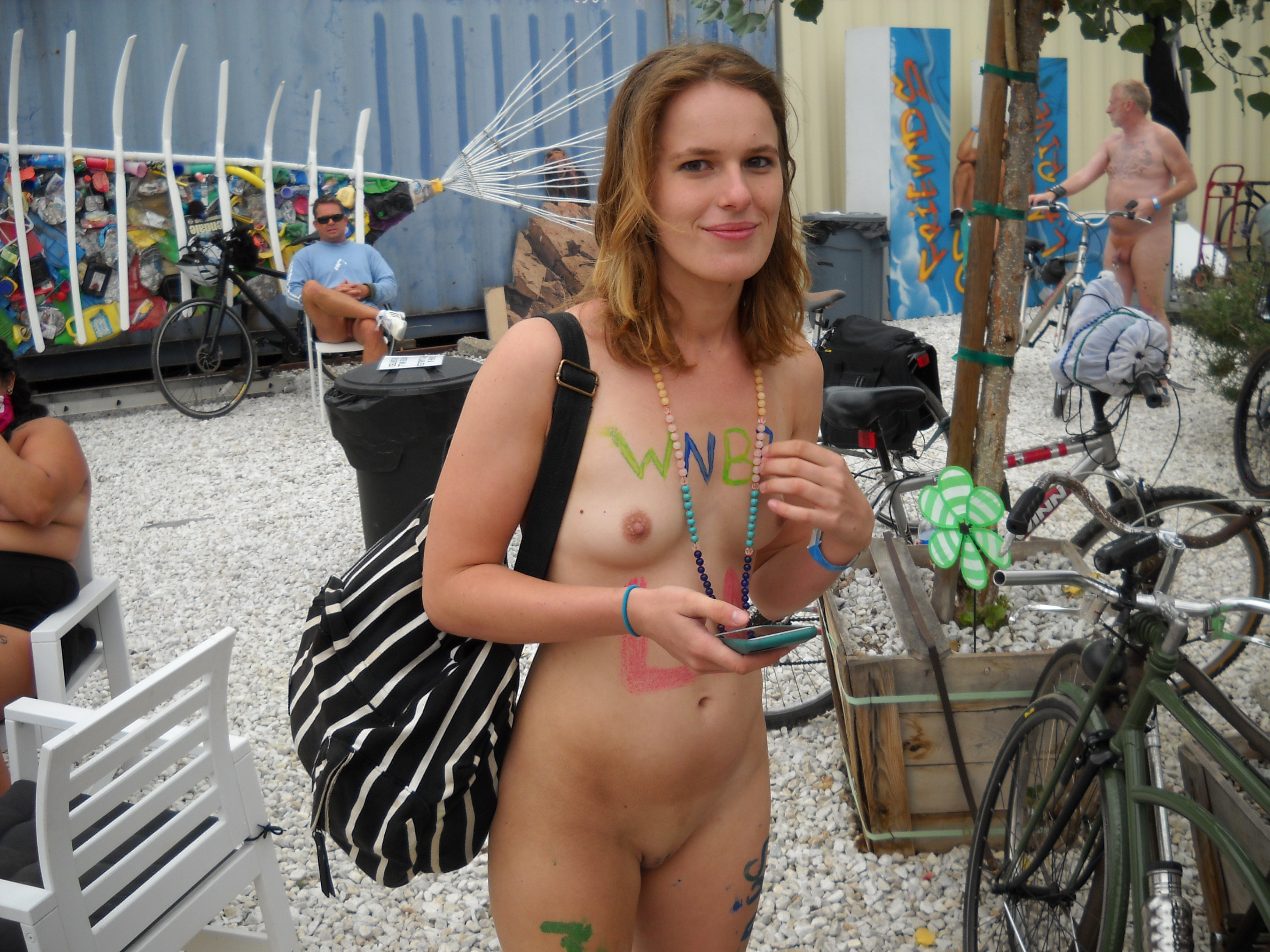
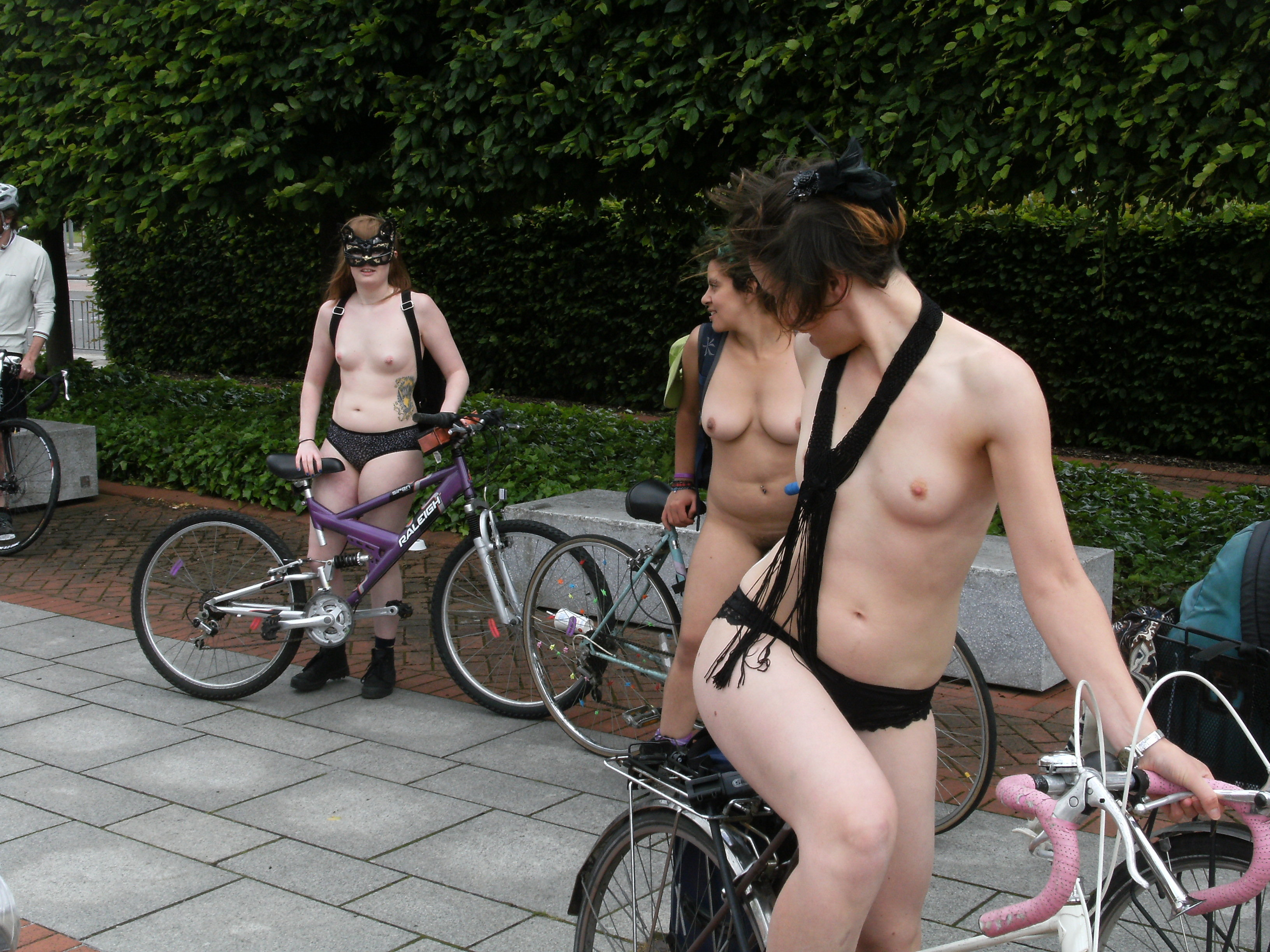